# (3Z)-Nonenal
(3Z)-Nonenal ist eine natürlich vorkommende organische Verbindung aus der Gruppe der Alkenale. Es kommt in verschiedenen Pflanzen vor und ist mitverantwortlich für deren Aroma.

## Vorkommen

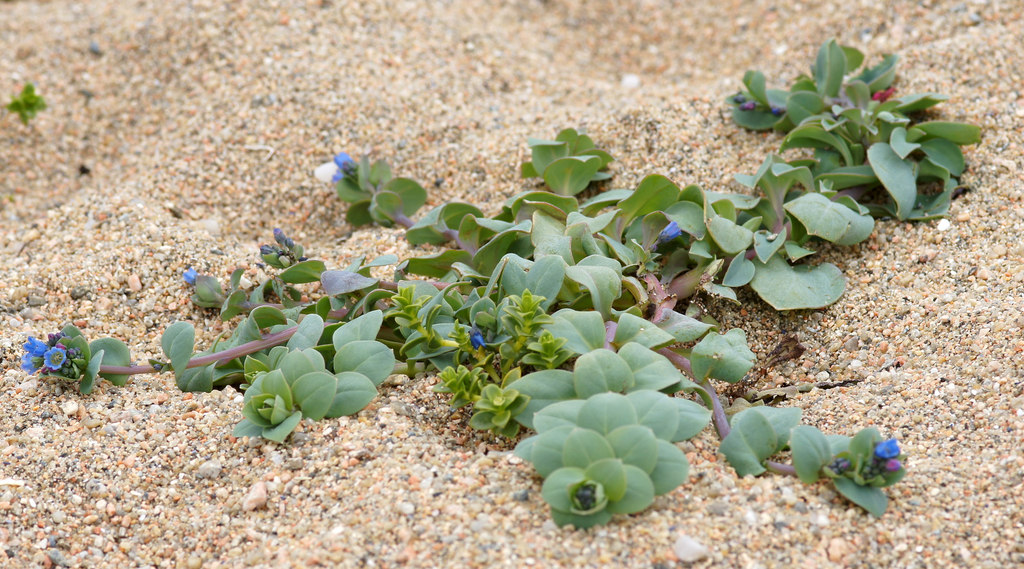
Das Küsten-Blauglöckchen, auch Austernpflanze genannt, enthält (3Z)-Nonenal

(3Z)-Nonenal kommt als Aromakomponente in verschiedenen Pflanzen, z. B. Gurke, Zuckermelone und Soja vor. Es ist der biosynthetische Vorläufer von  (2E)-Nonenal, das durch Isomerasen gebildet wird. Es kommt außerdem in der Braunalge Laminaria angustata vor. Im Küsten-Blauglöckchen ist es mit verantwortlich für deren an Austern erinnernden Geschmack.

## Biosynthese
In verschiedenen Pflanzen, z. B. Gurken und Melonen, wird (3Z)-Nonenal aus Linolsäure durch Oxidation zu  9-Hydroperoxy-10,12-octadecadiensäure und deren Spaltung gebildet. In Laminaria angustata erfolgt die Bildung zusätzlich auch über Arachidonsäure und deren 12-Hydroperoxid.

## Synthese
(3Z)-Nonenal kann durch Oxidation von (3Z)-Nonen-1-ol  mit Pyridiniumchlorochromat hergestellt werden. Die Verbindung kann auch durch eine mehrstufige Reaktion ausgehend von 1,4-Butendiol gewonnen werden.

## Eigenschaften
Der Geruch wird in geringer Konzentration als fruchtig, melonig oder auch maritim beschrieben. In einer in-vitro-Studie wirkte (3Z)-Nonenal fungizid gegen verschiedene Arten von Pilzen.

## Externe Links zu erwähnten Verbindungen
1. ↑  Externe Identifikatoren von bzw. Datenbank-Links zu (3Z)-Nonen-1-ol:  CAS-Nr.: 10340-23-5, EG-Nr.: 233-735-2, ECHA-InfoCard: 100.030.656, PubChem: 5364631, ChemSpider: 4516777, Wikidata: Q27292461.